# Brezje pri Oplotnici
Brezje pri Oplotnici este o localitate din comuna Oplotnica, Slovenia, cu o populație de 142 de locuitori.